# Hakuisei Renai Shoukougun
Hakuisei Renai Shoukougun (яп. 白衣性恋愛症候群 Хакуисэй Рэнъаи Сокогун, «Белый халат синдрома любви») — визуальный роман в жанре сёдзё-ай, созданный Kogado Studio для платформы PlayStation Portable и выпущенный в 2011 году. В 2012 году вышла обновлённая версия под названием Hakuisei Renai Shoukougun RE:Therapy для PlayStation Portable и Microsoft Windows, включающая в себя расширенный сюжет, два дополнения и нового персонажа. В 2015 году к игре вышел спин-офф Hakuisei Aijou Izonshou.

## Сюжет
История разворачивается вокруг молодой девушки по имени Каори Саваи. Несколько лет назад она попала в автокатастрофу и находилась на грани смерти, однако её спасли врачи. Девушке исполняется двадцать один год, и она устраивается на работу медсестрой в той самой больнице, которая спасла ей жизнь после аварии. Ей предстоит узнать много нового и встретиться с людьми, связанных с её прошлым.